# Anne Palles
Anne Palles est une guérisseuse danoise née en 1619. Elle est la dernière femme à avoir été exécutée légalement pour sorcellerie au Danemark, le 4 avril 1693. 

## L'affaire
Anne Palles, veuve d'un premier mariage avec Niels, est, en 1691, mariée à Peder. Depuis que le couple a quitté sa ferme d'Øverup, propriété d'Anne héritée de son premier époux, leur union bat de l'aile.
En 1692, la guérisseuse Karen Gregers Madsens est recrutée par Ingeborg Olufsdatter à Nykøbing Falster pour droguer et assassiner Oswald Egger, son mari abusif et violent. Karen Gregers Madsens propose que sa femme donne à manger à Oswald Egger un os de cadavre humain prélevé au cimetière, afin que les morts viennent le tuer. Le philtre reste sans effet, et c'est un poison mortel qui est finalement administré à Oswald Egger. Interrogée par six prêtres, Karen Gregers Madsens avoue pratiquer la magie et dénonce trois autres sorcières dans l'île de Falster (Anne Kruse, Abigael Nielsdatter et Anne Palles) et quatre-vingt-seize de leurs clients,. 
Anne Palles est jugée en 1692, sous trois chefs d'accusation :
- elle est accusée d'avoir ensorcelé un huissier, Morten Faxe, acquéreur de la ferme d'Øverup. Avant de quitter la maison, elle y aurait « uriné un mauvais sort », qui aurait été préjudiciable aux Faxe ;
- on la soupçonne d'avoir utilisé la magie pour assassiner une femme dont son mari serait tombé amoureux : en 1691, Peder a en effet dansé et flirté avec Maren Jacobsdatter, et Anne Palles a promis à celle-ci un accident, qui l'empêcherait de danser avec les conjoints des autres. Peu après Maren Jacobsdatter est tombée malade puis est morte[1] ;
- elle est enfin accusée d'avoir gâché la récolte d'un homme, Hans Sværke, qui aurait forcé le fils d'Anne à s'enrôler dans l'armée.

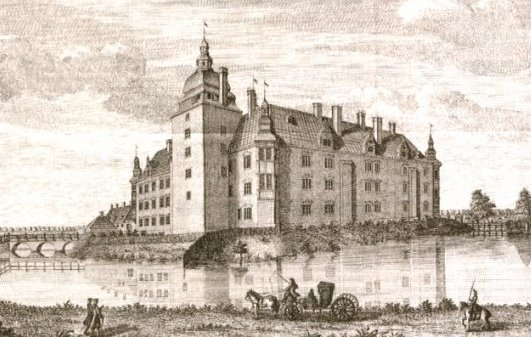
Le château de Nykøbing.

Emprisonnée au château de Nykøbing (en) le 31 août 1692, elle est interrogée par un groupe de prêtres avant même le début du procès. À son ouverture officielle le 27 septembre, elle reconnaît être une sorcière. Elle dit avoir rencontré Satan sous la forme d'un chat noir du nom de Puus, qui l'appelait Annis, et lui avoir donné son corps et son âme. Elle ne sait pas si ces événements ont eu lieu il y a six ans ou il y a cinquante ans, alors qu'elle était mariée à son premier époux. Son esprit familier l'a aidée à la ferme sous la forme d'un cheval ou d'un mouton et elle a nourri Satan avec de la farine d'avoine. Elle a participé au sabbat des sorcières au village de Hesnæs (en) avec les autres femmes accusées : Hans Stang de Hasselø y jouait du tambour, et Abigael Nielsdatter — que Satan appelle « Biegell » — y dansait. Abigael Nielsdatter a d'ailleurs voyagé sur un balai jusqu'à Trondheim en Norvège. 
Le 2 novembre 1692, le tribunal — dirigé par Morten Faxe — la juge coupable et la condamne à être brûlée vive. En appel, Anne Palles renie ses aveux, affirmant qu'ils ont été arrachés en prison sous la torture, et que les prêtres l'ont menacée de lui arracher la langue et de la faire brûler vive si elle se rétractait. Une majorité des membres de la Haute Cour de Copenhague vote cependant son exécution (11 juges sur 17, les six autres rejetant le verdict). Anne Kruse est condamnée à la même peine mais meurt en prison ; Abigael Nielsdatter est exilée pour sa « mauvaise réputation » ; Karen Madsens est fouettée et bannie,,. 
Le 4 avril 1693, le roi Christian V par une grâce commute sa peine. Anne Palles est décapitée avant que ses restes ne soient brûlés sur un bûcher, en même temps que le corps d'Anne Kruse.

## Conséquences
Anne Palles est la dernière femme à être exécutée légalement pour sorcellerie au Danemark. En 1733, un dernier homme, le grenadier Johan Pistorius (en), connaît le même sort.
En 1698, plusieurs femmes sont condamnées à mort lors du grand procès en sorcellerie de Thisted (en), mais sont finalement innocentées et libérées. Les autorités danoise hésitent ensuite à accepter d'autres accusations de sorcellerie. Sporadiquement, des condamnations sont prononcées, mais jamais mises en application : lorsque le tribunal local de Schelenburg condamne deux femmes au bûcher en 1708, la haute cour révoque la sentence. Un étudiant en 1733, un fermier en 1752 sont condamnés à la réclusion à perpétuité avec travaux forcés pour pacte satanique. En 1803, deux artisans sont condamnés à mort pour le même crime. Aucune de ces peines n'est exécutée[réf. souhaitée]. 
Cependant, des mises à mort en dehors de toute légalité ont perduré après ces événements : les cas les plus connus sont ceux de Dorte Jensdatter, brûlée vive dans sa propre maison par des villageois, et de Anna Klemens, lynchée pour sorcellerie à Horsens en 1800. 